# Gunnar Blomdahl
Per Gunnar Blomdahl, född 1 maj 1955 i Örebro, är en svensk företagsledare. Han är son till Per Erik Blomdahl och Ingrid Blomdahl och uppväxt i Göteborg.
Gunnar Blomdahl kom till Stena Line 1997 som Försäljnings- och Marknadschef för Stena Lines Skandinaviska verksamhet. Ett år senare blev han linjechef för Göteborg-Kiel linjen. År 2001 utsågs han till Area Director för den Irländska verksamheten, och 2003 blev han vd för hela Stena Line. Hans motto är: "En färjeresa ska ge ett mervärde för kunderna." Vid nyår 2013 övertog chefen för Stenakoncernens hela rederiverksamhet, Carl-Johan Hagman, vd-jobbet för Stena Line. Gunnar Blomdahl kvarstår i Stena-sfären med bland annat styrelsearbete i Balingslövkoncernen, Stena Recycling och Stena Technoworld. Han är ordförande i styrelsen för Scandlines AB, Stena IT Service, Sembo AB, Sundsservice AB och Scandlines AB. Han är styrelseledamot i Trendmark AB, Stena Line Holding BV, Stena Line Scandinavia AB, Stena Line UK Ltd och Stena Line Ferries AB i Malmö Aviation Advisory Board samt Stena Technoworld AB. Han har sedan 2010 varit direktör vid Ballingslöv International AB.
Den 12 oktober 2007 fick Gunnar Blomdahl priset Kiel Port Award, för att han under lång tid och med engagemang hade utvecklat linjen Göteborg-Kiel. Priset delades ut av Kiels borgmästare Angelika Volquartz.
År 2012 medverkade Blomdahl i tv-programmet Undercover Boss. I programmet arbetade Blomdahl inkognito för att uppleva företaget på en ny nivå. Han arbetade "på golvet" med städpersonal, vaktmästare och kökspersonal. Han utgav sig för att vara Per Hansen, en norsk man på jakt efter ett nytt jobb. Programmet sändes den 6 augusti 2012 i Channel 4 i Storbritannien och 22 december 2016 i svenska TV8.